# Superman: Ride of Steel (Six Flags America)
Superman: Ride of Steel in Six Flags America (Upper Marlboro, Maryland, USA) ist eine Stahlachterbahn vom Modell Mega Coaster des Herstellers Intamin, die am 13. Mai 2000 eröffnet wurde. Eine spiegelbildlich baugleiche Anlage fährt unter dem Namen Ride of Steel in Six Flags Darien Lake. Das Layout der Bahn besitzt unter anderem zwei große Helices, mehrere Airtime-Hügel und eine lange Gerade. Eine ähnliche Bahn fährt unter dem Namen Superman The Ride in Six Flags New England.

## Züge
Superman: Ride of Steel besitzt zwei Züge mit jeweils acht Wagen. In jedem Wagen können vier Personen (zwei Reihen à zwei Personen) Platz nehmen. Die Fahrgäste müssen mindestens 1,22 m groß sein, um mitfahren zu dürfen.